# Deathrock
Deathrock is een term die gebruikt wordt om een subgenre van punk of gothic te identificeren.
Het Deathrockgenre gebruikt horrorelementen en ontstond voor het eerst op de westkust van de Verenigde Staten gedurende de late jaren 70 en vroege jaren 80. De muziek van recente (na 1990) deathrockbands hebben een sterkere post-punkinvloed dan de vroegere deathrockgroepen. Het wordt gezien als de Amerikaanse variant van batcave. Volgens velen zijn er naast de geografie zelfs geen verschillen en is deathrock dus enkel een synoniem voor Batcave. De goths die vooral fan zijn van deze muziekgenres delen alvast een kledingstijl. Daarbij komt nog dat in de VS de term "deathrock" gebruikt wordt als een synoniem voor de eerste generatie gothic rock.
Liefhebbers van dit genre staan bekend als deathrockers.

## Karakteristieken
Deathrock benadrukt een griezelige sfeer en een introspectieve stemming binnen een punk of postpunk muzikale structuur. De deathrocknummers gebruiken eenvoudige snaren, weergalmende gitaren, een prominente bas en herhaaldelijke drums die tribal beats benadrukken binnen een 4/4-signatuur. Om sfeer te creëren worden krasserige gitaren en synthesizers gebruikt en wordt soms ook geëxperimenteerd met andere instrumenten. De teksten kunnen variëren maar zijn meestal introspectief en surrealistisch en gaan over duistere thema's van isolatie, teleurstelling, verlies, het leven, de dood, soms het bovennatuurlijke, enzovoort.
De vaak eenvoudige muziekstructuren, de zware sfeer en de ritmische muziek vereisen echter dat de leadzanger complexe emoties uitdrukt. Daarom hebben deathrockzangers vaak sterke, distinctieve stemmen en een sterke podiumaanwezigheid.

### Horrorpunk en psychobilly relatie
De subgenres van punk die het dichtst bij deathrock staan, zijn horrorpunk en psychobilly. Terwijl deathrock een fusie is van punk, post-punk en horror, is horrorpunk een fusie van punk, doo-wop en horror. Psychobilly is een fusie van punk, rockabilly en horror. Door de sterke invloed van horror op deze drie subgenres bestaan er veel overlappingen.
Over het algemeen klinkt horrorpunk luider en sneller dan deathrock. En deathrock klinkt ook meer zelfbeschouwend en romantisch dan horrorpunk. Synthesizers zijn een ander verschilpunt; deathrockbands gebruiken vaak synthesizers voor de sfeer, terwijl horrorpunk- en psychobillybands dat gewoonlijk niet doen. Psychobilly is wel gemakkelijker te onderscheiden van horror punk en deathrock omdat psychobillybands normaal gezien een rechtstaande bas gebruiken, terwijl horrorpunk- en deathrockbands dat niet doen.
Ondanks de gelijkaardige namen heeft deathrock (dat een subgenre van punk is) niets te maken met deathmetal, dat een subgenre van heavy metal is. Deathrock is ook niet verbonden met enig muziekgenre met de naam "death" in zijn naam.

## Geschiedenis

### Naamverklaring
De term "deathrock" werd voor het eerst gebruikt in de jaren 50 om een thematisch gerelateerd genre van rock-'n-roll, "death rock" genaamd, te beschrijven. Dit begon in 1958 met Jody Reynolds nummer "Endless Sleep" en het eindigde in 1964 met J. Frank Wilsons "Last Kiss". Deze muzieknummers gingen over dode tieners. Ze vielen op door hun morbide maar toch romantisch beeld van de dood met gesproken woord, bruggen en geluidseffecten. The Shangri-Las' "Leader of the pack" is waarschijnlijk het bekendste voorbeeld van het gebruik van deze term in de jaren 50 en 60.
De term deathrock dook vijftien jaar later in 1979 weer op om het geluid van diverse punkbands van de Amerikaanse westkust te beschrijven. Deze muziekgroepen zouden later geassocieerd worden met de deathrockscene. Het woord kon van twee bronnen waarschijnlijk afkomstig zijn. Het kon komen van Rozz Williams, het stichtende lid van Christian Death, om zo het geluid van zijn band te beschrijven, of de muziek media hergebruikten de term uit de jaren 50 om een nieuw subgenre van punk een naam te geven. Een andere minder populaire theorie is dat de term kwam van Nick Zedds film uit 1979: "They Eat Scum", waarin een fictieve kannibalistische "deathrock"-punkband genaamd "Suzy Putrid and the Mental Deficients" voorkwam.

### Oorsprong
De vroegste invloeden voor sommige deathrockgroepen zoals 45 Grave zijn rock-'n-rollbands met een horrorthema uit de late jaren 50 en de vroege jaren 60 zoals Bobby “Boris” Pickett met "Monster Mash", Screamin' Jay Hawkins met "I Put a Spell on You" en Screaming Lord Sutch & the Savages met "Murder in the Graveyard". Deze nummers gebruikten geluidseffecten om een griezelige sfeer te creëren. Ze gingen over taboeonderwerpen (zoals kannibalisme) in een grappige manier. Ze worden nog vaak gespeeld in deathrocknachtclubs.
Deze horrorinvloeden op rockmuziek gingen verder in de jaren zeventig met theatrale hardrockers zoals Alice Cooper en Kiss. Rozz Williams heeft specifiek de jaren zeventig-muziek van zowel Alice Cooper en Kiss invloeden uit zijn kindertijd genoemd. 45 Grave heeft ook Alice Coopers nummer "School's Out" gecoverd op hun eerste album.
Andere rock- and glamrockbands die veel deathrockartiesten beïnvloed hebben zijn The Doors, David Bowie, The Velvet Underground, Iggy Pop and the Stooges, the Cramps, T. Rex, New York Dolls, the Damned, MC5, Richard Hell and the Voidoids, enz. De meeste van deze artiesten gebruikten duistere thema's en gebruikten soms horrorthema's in hun optredens of hun muziek werd gebruikt in soundtracks van horrorfilms.
Horrorfilms waren ook een directe invloed op deathrockartiesten. Volgens Dinah Cancer hadden Italiaanse horrorfilms een grote invloed op 45 Graves uiterlijk. Zombiefilms hebben vele deathrockartiesten beïnvloed, vooral George Romero's Night of the Living Dead (1968) en de vervolgfilms. John Russo's Return of the Living Dead (1985) waarin Linnea Quigley voorkwam en een soundtrack had die vooral uit punk bestond soundtrack beïnvloedde latere deathrockbands. Horrortelevisieseries zoals The Addams Family, The Munsters, The Twilight Zone, Dark Shadows, enz. zorgden ook voor een aantal visuele invloeden. Sommige van de griezelig geklede horrorfilmpresentatoren deden hetzelfde, bijvoorbeeld Vampira in Los Angeles, John Zacherle in Philadelphia en New York, Elvira eerst in Los Angeles en later in heel de Verenigde Staten en Ghoulardi in Cleveland.
Horror was echter niet de enige invloed op deathrock. Film noir, surrealisme, cabaret en veel religieuze iconografie (vooral die van het katholicisme en voodoo) zorgden voor veel lyrische en visuele inspiratie voor deathrockartiesten.

### Opkomst
Deathrock dook voor het eerst op in de Verenigde Staten in de late jaren 70 en de vroege jaren 80 als een duistere afstammeling van de vooraf bestaande punkrock en Los Angeles' muziekscene voor de hardcore. De meest actieve en best gedocumenteerde deathrockscene was in Los Angeles die gebaseerd was op de bands The Flesh Eaters (1977), Kommunity FK (1979), 45 Grave (1979), Christian Death (1979), Gun Club (1981), Voodoo Church (1982), Burning Image (1983), Super Heroines en anderen.
Andere steden in het westen van de Verenigde Staten hadden echter ook bands die later beschreven zouden worden als deathrock zoals Theatre of Ice (1978) in Fallon, Nevada and Mighty Sphincter (1980) in Phoenix. Deze vroege deathrockbands van de westkust namen de vooraf bestaande basis van punkrock en voegden er duistere speelse thema's aan toe, geleend van horrorfilms, film noir, surrealisme, religieuze beelden, enz. Een paar van deze bands mengden hardcore punk met een gothic geluid. Het bekendst hierin waren TSOL; en Burning Image.
Deze vroege deathrockbands werden niet meteen gezien als deel van een nieuw subgenre van punk; ze werden simpelweg beschouwd als een duistere versie van punk en werden nog niet gezien als een apart muziekgenre. Gedurende deze tijd speelden deze bands op dezelfde evenementen en locaties als punk-, hardcore- and new wave-bands. Een vergelijkbare situatie ontstond in New York rond 1978, maar op een veel kleinere schaal. Daar gebruikten invloedrijke punkrockbands zoals The Cramps en Misfits net zoals The Mad (met als frontman de toekomstige horrorfilmeffectenartiest Screaming Mad George) veel horrorthema's in hun teksten, uiterlijk en optreden, maar ze gebruikten niet de term deathrock om zichzelf te beschrijven.

### Vermenging
Rond dezelfde tijd dat deathrock ontstond als een veel duisterder subgenre van punkrock in de Verenigde Staten, ontstonden andere subgenres van punk en postpunk in het Verenigd Koninkrijk.
Tegen 1982 had een golf van duistere postpunkbands zich verenigd. Ze waren beïnvloed door punkrock en de eerste generatie postpunkbands (en vooral de luidruchtigere postpunkers uit 1980 en 1981 zoals UK Decay, Killing Joke, en Theatre of Hate). De belangrijkste bands in deze nieuwe beweging waren Sex Gang Children en Southern Death Cult, samen met Brigandage, Blood and Roses, Ritual en anderen. Ze werden door de Engelse muziek media "positieve punk" genoemd om een onderscheid te maken met andere bands die onder punk vielen zoals de UK 82- en Oi!-bands. Deze positieve punk-bands gebruikten primitief gedrum, hooggestemd gezang, krasserige gitaren en bas als melodische hoofdinstrumenten. Hun uiterlijk was een mengsel van glam met make-up en puntige kapsels, gebaseerd op de Amerikaanse Indianen. Andere gerelateerd bands zoals Ausgang, Inca Babies en Bone Orchard deelden veel van dezelfde primitieve kenmerken en het puntig uiterlijk maar waren meer geïnspireerd door The Birthday Party.
Gedurende het jaar 1983 kwam een gerelateerde beweging op in een Londense nachtclub The, Batcave genaamd. Het was oorspronkelijk bedoeld als locatie die gespecialiseerd was in glamrock- en new wave-groepen. De twee belangrijkste bands die daar debuteerden en regelmatig optraden in The Batcave, Specimen en Alien Sex Fiend, ontwikkelden hun eigen aparte geluid dat sterk beïnvloed was door horror in de Britse popcultuur. Dit onderscheidde hen van de rest van de Britse glam- en postpunkscene in Groot-Brittannië. Ook in 1983 toerde de The Gun Club in Europa net zoals Christian Death ook deed, wat betekende dat de Europese Batcave en Amerikaanse deathrockscene nu in staat waren op een directe manier elkaar te beïnvloeden.
Tegen 1984 was de term "positieve punk" achterhaald en de primitieve positieve punk-bands zoals de verschillende groepen van de Batcave-scene en bands van Leeds (zoals The Sisters of Mercy, March Violets, Red Lorry Yellow Lorry, en anderen), waarvan sommigen drummachines gebruikten, stonden toen bekend als "gothic" of gothic rock. Datzelfde jaar toerde de Californische deathrockband Kommunity FK samen met Sex Gang Children (en het volgende jaar met Alien Sex Fiend), wat de trend van het vermengen van de Amerikaanse en Britse bewegingen verder zette.

## Bekendste bands
- 45 Grave
- Bloody, Dead and Sexy
- Cinema Strange
- Christian Death
- London After Midnight
- Voodoo Church

## Modern death rock
- A Spectre Is Haunting Europe
- All Gone Dead
- Astrovamps
- Black Ice
- Bloody Dead and Sexy
- Cadra Ash
- Cemetary Girlz, The
- Chants of Maldoror
- Cinema Strange
- Curtains!
- Deep Eyende
- Devils Whorehouse
- Dinah Cancer and the Graverobbers (anksčiau 45 Grave)
- Disco Hospital, The
- Eat Your Make Up
- Eyeculation Post Mortem
- Evil Speaks, The
- Fear Cult
- Frank The Baptist
- Heiress Presumptive
- Horatii, The
- Human Diseas
- Jacquy Bitch
- La Peste Negra
- La Vene Di Lucretia
- Las Gorgonas
- Last Days of Jesus, The
- Los Carniceros Del Norte
- Luiza Fria
- Madre del Visio
- Madame Edwarda
- Miguel and the Living Dead
- Murder at the Registry
- New Days Delay
- Novocaine Mausoleum
- Noctivagus
- N/A
- Phantom Limbs, The
- Pins and Needles
- Radio Scarlet
- Red Voice Choir
- Scarlet's Remains
- Subtonix
- Tragic Black
- Turn Pale
- Undying Legacy
- Vanishing, The
- Young Werewolves, The
- Zombie Zex